# Pay Me My Money Down
Pay Me My Money Down è una canzone di lavoro (Roud 21449) cantata dagli scaricatori di porto neri della Georgia Sea Islands.
Essa fu raccolta da Lydia Parrish e pubblicata nel 1942 nel suo libro Slave Songs of the Georgia Sea Islands.
Il testo recita:

Conosciuta come Pay Me o Pay Me, You Owe Me, fu cantata dai The Weavers nel 1955 nel loro concerto Carnegie Hall. Divenne popolare grazie alla versione cantata dai The Kingston Trio nei 1958. Dan Zanes propose una versione per bambini suonata tramite un calipso nell'album Night Time del 2002. Pay Me My Money Down fu il primo singolo e relativo video venduto da Bruce Springsteen nell'album del 2006 We Shall Overcome: The Seeger Sessions.